# Сириштник
Сириштник (болг. Сирищник) — село в Болгарии. Находится в Перникской области, входит в общину Ковачевци. Население составляет 472 человека.

## Политическая ситуация
В местном кметстве Сириштник, в состав которого входит Сириштник, должность кмета (старосты) исполняет Пламен Янев (независимый) по результатам выборов правления кметства.
Кмет (мэр) общины Ковачевци — Йордан Стефанов Миланов (Политическое движение социал-демократов (ПДСД)) по результатам выборов в правление общины.